# Joseph Chambon
Pour les articles homonymes, voir Chambon.
Joseph Chambon, né Claude Gauderique Joseph Jérôme Chambon le 30 septembre 1757 au Boulou (Roussillon) et mort le 26 septembre 1833 à Paris, était un militaire français des XVIIIe et XIXe siècles. Il devient baron de Limoron en 1810.

## Biographie
Né au Boulou le 30 septembre 1757, Joseph Chambon est le fils de Grâce Millous, fille du maître de poste du Boulou, et de Joseph Chambon, docteur en droit. Son grand-père François Chambon était un agriculteur de Saint-Jean-Pla-de-Corts, localité située à proximité.
Après des études au séminaire de Perpignan, il se destine à devenir prêtre. Il devient curé à Perpignan en 1792.
Joseph Chambon commence à servir le 18 mai 1793 en qualité d'agent des représentants du peuple en mission près l'armée des Pyrénées-Orientales. Par arrêté des représentants du peuple en mission auprès de l'armée des Alpes, en date des 13 et 27 septembre suivant, chargé de la levée de la première réquisition, avec autorisation de remplir les fonctions de commissaire des guerres, il est, le 30 ventôse an II, employé comme agent secondaire à l'armée des côtes de Brest.
Commissaire des guerres provisoire le 20 prairial suivant, et titulaire de 1re classe le 21 nivôse an III, il remplit les fonctions d'ordonnateur à l'armée expéditionnaire de Quiberon le 1er jour complémentaire de la même année, et servit dans les bureaux de la Guerre pendant l'an IV et l'an V.
Commissaire-ordonnateur en chef le 1er thermidor an VII, et ordonnateur en chef le 14 fructidor an XI dans la 26e division militaire, il reçut la décoration de la Légion d'honneur le 4 germinal an XII, et resta chargé du service administratif du camp de Bruges pendant les ans XII et XIII.
Il fil les campagnes d'Autriche, de Prusse et de Pologne, de l'an XIV à 1807, avec le 3e corps de la Grande Armée, devint officier de la Légion d'honneur le 14 mai 1807, et chevalier de l'ordre de Saint-Henri de Saxe en 1808.
Ordonnateur en chef à l'armée d'Allemagne pendant la campagne de 1809, il obtint la croix de commandant de la Légion d'honneur le 23 juillet de cette même-année, et, le titre de chevalier de Limoron et de l'Empire le 5 mars (il fut créé baron de l'Empire une semaine plus tard). Admis à la retraite le 20 septembre, et remis en activité dans son grade d'ordonnateur en chef le 16 octobre, l'Empereur l'employa en cette qualité à l'armée d'Allemagne pendant l'année 1810.
Passé en 1811 au corps d'observation de l'Elbe, il obtint un congé d'un an pour rétablir sa santé le 12 mars 1812, mais il demeura employé à la liquidation des comptes de la Grande Armée pendant cette année.
Nommé le 19 mars 1813 commissaire-ordonnateur en chef de la Grande Armée, et chargé des détails des divisions qui composaient le corps du Mein, il fit la campagne de France (1814), et fut mis en non-activité après l'abdication de l'Empereur.
Lorsque Napoléon Ier revint de l'île d'Elbe, il l'attacha au ministère de la Guerre par décision du 25 mars 1815, et le créa le 2 avril suivant membre de la commission chargée d'examiner les titres des officiers nommés par le gouvernement royal.
Mis de nouveau en non-activité lors de la seconde rentrée des Bourbons, et admis à la retraite le 16 avril 1816, il rentra dans la vie privée. Il est mort à Paris le  26 septembre 1833, dans son hôtel de Chambon.

## Titres
- Chevalier de Limoron et de l'Empire (lettres patentes du 5 mai 1810),
- Baron de Limoron et de l'Empire (lettres patentes du 13 mars 1812)[3].

M. le chevalier Chambon[4],[5],
M. le baron Chambon[7],[8],

## Décorations
- Légion d'honneur :
  -  Légionnaire (4 germinal an XII), puis,
  -  Officier (14 mai 1807), puis,
  -  Commandant de la Légion d'honneur (23 juillet 1809) ;
- Ordre militaire de Saint-Henri de Saxe :
  -  Chevalier de l'Ordre militaire de Saint-Henri (Saxe) (1808)